# Micronephthys sphaerocirrata
Micronephthys sphaerocirrata é uma espécie de anelídeo pertencente à família Nephtyidae.
A autoridade científica da espécie é Wesenberg-Lund, tendo sido descrita no ano de 1949.
Trata-se de uma espécie presente no território português, incluindo a sua zona económica exclusiva.